# Athis (insecto)
Athis es un género de lepidópteros de la familia  Castniidae. Fue descrito por  Hübner en 1819.

## Especies
- Athis ahala (Druce, 1896)
- Athis amalthaea (Druce, 1890)
- Athis bogota (Strand, 1912)
- Athis clitarcha (Westwood, 1877)
- Athis delecta (Schaus, 1911)
- Athis flavimaculata (Miller, 1972)
- Athis fuscorubra (Houlbert, 1917)
- Athis hechtiae (Dyar, 1910)
- Athis inca (Walker, 1854)
- Athis palatinus (Cramer, [1777])
- Athis axaqua González & Fernández Yépez, 1992
- Athis rutila (R. Felder, 1874)
- Athis superba (Strand, 1912)
- Athis therapon (Kollar, 1839)
- Athis thysanete (Dyar, 1912)
- Athis pinchoni (Pierre, 2003)